# Île de León
L'île de León est l'une des îles qui forment la baie de Cadix, accident géographique situé sur la Costa de la Luz. Cette île comprend la partie terrestre située entre la ville de Cadix et la péninsule Ibérique ; elle fait partie de la commune de San Fernando (dans la (Province de Cadix), dont le centre urbain est situé sur l'île.

## Géographie

### Situation
L'île de León est séparée du reste de la péninsule ibérique (c'est-à-dire, des communes de Chiclana de la Frontera et de Puerto Real) par le Caño de Sancti Petri (es), bras de mer qui relie les eaux de la baie (au nord) à celles de l'océan Atlantique (au sud). L'île est aussi séparée de l'arrondissement communal de Cadix par le petit bras de mer appelé Río Arillo (es), qui relie la baie à la côte Atlantique. Les communications terrestres avec l'île de León se sont développées au fil de l'histoire grâce au pont Zuazo (es) et aux ouvrages qui l'ont précédé.

### Voies de communication
En réalité, il y a quatre ponts qui relient l'île à la péninsule : le pont-rail, le pont de la Carraca, l'autoroute espagnole A-4 et le pont Zuazo (CA-33); les deux premiers sont parallèles et les deux derniers sont séparés de quelques mètres. Le pont Zuazo fut détruit pendant le siège français. Le pont original était romain et faisait franchir le bras de mer à la chaussée romaine qui reliait Cadix à Rome. Cette chaussée antique est encore visible à certains endroits entre San Fernando et Puerto Real (à la droite du tracé actuel de la nationale IV, en direction de Madrid).

## Histoire
Le peuplement de l'île remonte à l'époque de la colonie phénicienne, groupement qui s'y établit vers 1100 av. J.-C. Par la suite, les Carthaginois prirent le relais des Phéniciens. Les Romains connurent l'île de León sous le nom d'Antípolis. La zone vécut une époque de crise au Moyen Âge, surtout sous la domination wisigothique.
Elle s'appela Isla de Puente (île du Pont) jusqu'en 1335, date où elle s'intégra à l'arrondissement municipal de Cadix. De 1493 ou 1511 à 1729, elle s'appela île de León. En 1766, elle devint indépendante de Cadix. De 1729 à 1813, l'agglomération porta le nom de Villa de la Real Isla de León (villa de l'île royale de León) : c'est pourquoi le serment des Cortes de 1810 porte le nom de celui des Cortes de l'île royale de León.
Le 27 novembre 1813, les Cortes se réunirent une dernière fois dans l'église conventuelle du Carmel (es) de l'île de Léon et convinrent d'accorder le titre de ville et le nom de San Fernando, à la mémoire du roi Ferdinand VII, à la Villa de l'île royale de León, pour ses actes de courage et de loyauté pendant le siège du maréchal Víctor à la tête de l'armée française.
En 1823, combat de île de León pendant l'expédition d'Espagne.